# Son Fuster Vell (metropolitana di Palma di Maiorca)
Son Fuster Vell è una fermata della linea 1 della Metropolitana di Palma di Maiorca. È in servizio dal 2007.

## Storia
La costruzione dei tunnel della metropolitana iniziarono il 9 agosto 2005 e la stazione venne inaugurata il 27 aprile 2007.
Il nome originario dello stazione avrebbe dovuto essere Camí Vell de Bunyola.

## Servizi
La stazione dispone di:
- Biglietteria automatica

## Interscambi
- Fermata autobus urbani